# Mélodie Zhao
Pour les articles homonymes, voir Zhao.
Mélodie Zhao (chinois : 赵梅笛; pinyin : Zhào Méidí) est une pianiste classique suisse née le 7 septembre 1994 à Bulle en Suisse.

## Biographie
Petite-fille d'un grand-père trompettiste et chef d'orchestre, d'une grand-mère ballerine et chorégraphe et fille d'un père violoniste, Mélodie Zhao commence l'apprentissage du piano à l'âge de 2 ans. Elle entre d'abord au Conservatoire central de musique de Pékin dans la classe de Jiaquan Chen, avec qui elle étudiera jusqu'à l'âge de 9 ans. En 2004, elle entre au Conservatoire de Genève où elle étudie avec Mayumi Kameda. En 2007 elle devient l'élève de Pascal Devoyon à la Haute école de musique de Genève, d'où elle sort diplômée avec distinction à l'âge de 16 ans, en 2010. Elle poursuit ses études avec Pascal Devoyon à l’Université des arts de Berlin.
Elle donne son premier concert à l'âge de 6 ans devant 1 600 personnes. En 2004, elle donne son premier récital solo et fait ses débuts avec orchestre au Festival Les Sommets du Classique à Crans-Montana. Outre de nombreux récitals en Suisse, en Italie, en France, en Chine, en Irlande ou en Allemagne, elle se produit avec l'Orchestre de la Suisse romande, l'Orchestre de chambre de Lausanne, l'Orchestre symphonique de Shanghai, l'Orchestre Symphonique de Chine, l'Orchestre de chambre de Zurich, l'Orchestre de l'Opéra National de Lituanie, l'Orchestre symphonique genevois, l'Orchestre Symphonique de Belgorod ou encore l'Orchestre du Ballet National de Chine.
En plus de son activité de pianiste, Mélodie Zhao a donné plusieurs de ses compositions en concert, notamment une sonate pour piano intitulée Sources et inspirée d'un paysage aquatique chinois. L'œuvre est créée avec grand succès au Festival de Jinan en Chine, puis reçoit une standing ovation lors de sa première européenne à Lausanne. En 2016, elle est nommée ambassadrice culturelle de la Ville de Jinan.
Elle approfondit l'orchestration avec Jean-Claude Schlaepfer à Genève, et travaille la direction avec Mischa Damev à Zurich et Yi Zhang à Pékin.

## Enregistrements
Mélodie Zhao publie son premier disque à 13 ans : l’intégrale des 24 Études de Chopin. Trois ans plus tard, elle enregistre l’intégrale des Douze études d'exécution transcendante de Liszt.
En 2014, après un an et demi de travail, elle devient la plus jeune pianiste de l’histoire de la musique à enregistrer l’intégrale des Sonates pour piano de Beethoven, éditée par Claves Records et dirigée par Pascal Devoyon et par son père Yuan Zhao.
En 2015, elle sort un nouveau CD : les deux premiers concertos de Tchaïkovski, enregistrés avec Michail Jurowski et l’Orchestre de la Suisse romande. Ce disque a reçu un 5 Diapason de Diapason Magazine .

## Répertoire
Le répertoire de prédilection de Mélodie Zhao s’étend de Bach à Yin Chang Zong (Concerto "Le Fleuve Jaune" (en)), avec notamment Beethoven, Chopin, Rachmaninoff, Prokofiev, Tchaïkovski, Liszt.

## Discographie
- 24 Études de Chopin, 2008 (enregistré à 13 ans)
- 12 Études Transcendantes de Liszt, 2011 (enregistré à 16 ans), Claves Records
- Beethoven: Complete Piano Sonatas, 2014 (enregistré entre 17 et 19 ans), Claves Records
- Tchaikovsky, Piano Concertos No.1 & 2, 2015 (enregistré à 18 ans), Claves Records